# Cultura Condorhuasi
La cultura Condorhuasi se desarrolló desde el 400 a. C. al 700 d. C., principalmente en el valle de Hualfín en lo que actualmente es parte de la provincia de Catamarca (Argentina).

## Características

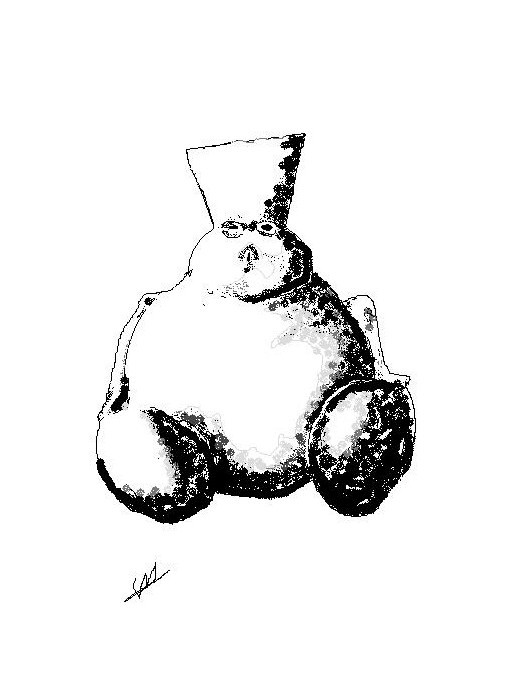
Vasija antropomorfa Condorhuasi, fase Barrancas.

Presenta similitudes con piezas cerámicas de las culturas de La Candelaria ((Argentina) y del Molle (norte de Chile).
El que haya sido una cultura pastoril hace suponer que su origen se relaciona con las culturas del altiplano del sur de Bolivia.
Sobre la base de variaciones en la cerámica a lo largo del tiempo, se distinguen tres fases cronológicas de desarrollo en esta cultura:
- Fase Diablo (200 a. C.–200 d. C.): la cerámica predominante es de color rojizo, amarillento o negruzco, de fondo redondeado y sin asas. Las vasijas son globulares y de cuello cilíndrico, con líneas verticales onduladas. Al mismo tiempo que esta fase, se desarrolla la cerámica Vaquerías, con jarros semicilíndricos y recipientes modelados que representan figuras o cabezas humanas pintadas con motivos geométricos.

- Fase Barrancas (200-350 d. C.): vasos antropomorfos, zoomorfos y zooantropomorfos frecuentemente pintados con diseños geométricos blancos.

- Fase Alumbrera (350-500 d. C.): se desarrolló en la zona de Alamito. Se caracteriza por los vasos modelados, con combinación de colores sobre una pintura roja en grandes recipientes de ovoidales.

## Economía y organización social
Fueron esencialmente una sociedad de pastores de llamas, con escasa agricultura. Debido a que vivían en comunidades formando aldeas, se supone que debieron contar con jefes que regulaban las labores productivas. Las viviendas eran de planta circular y muros de piedra.

## Galería de imágenes del Museo de La Plata

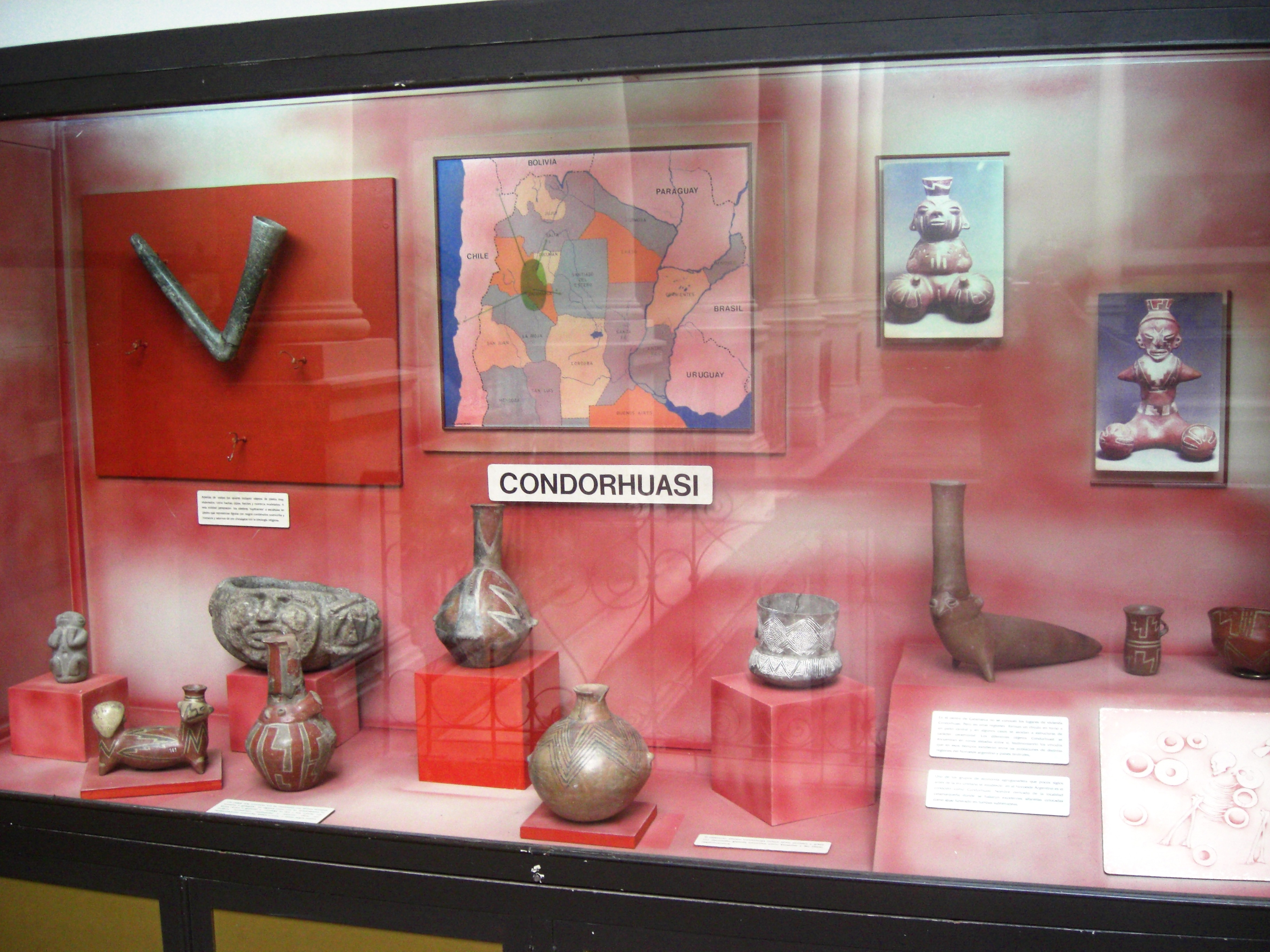
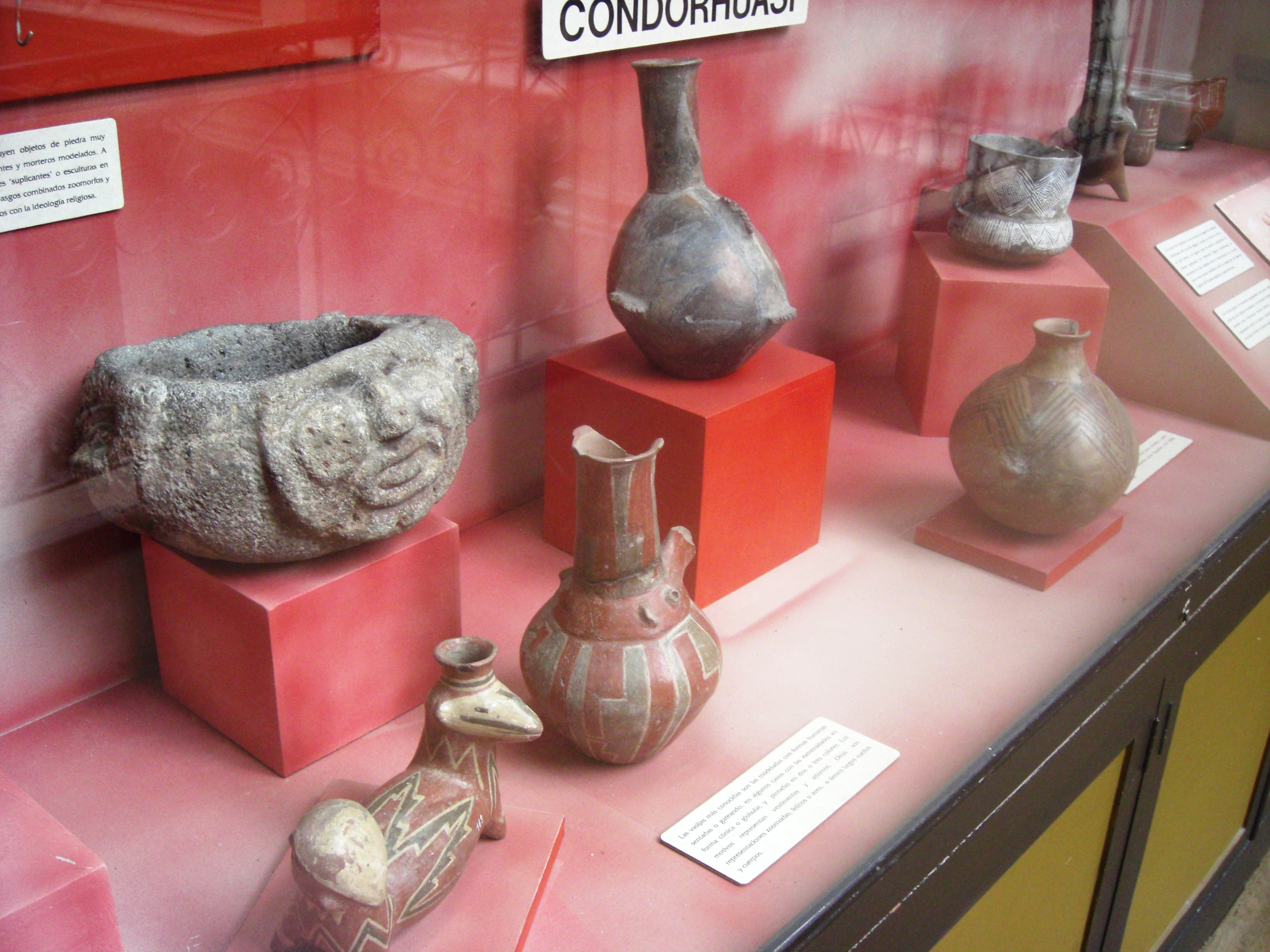
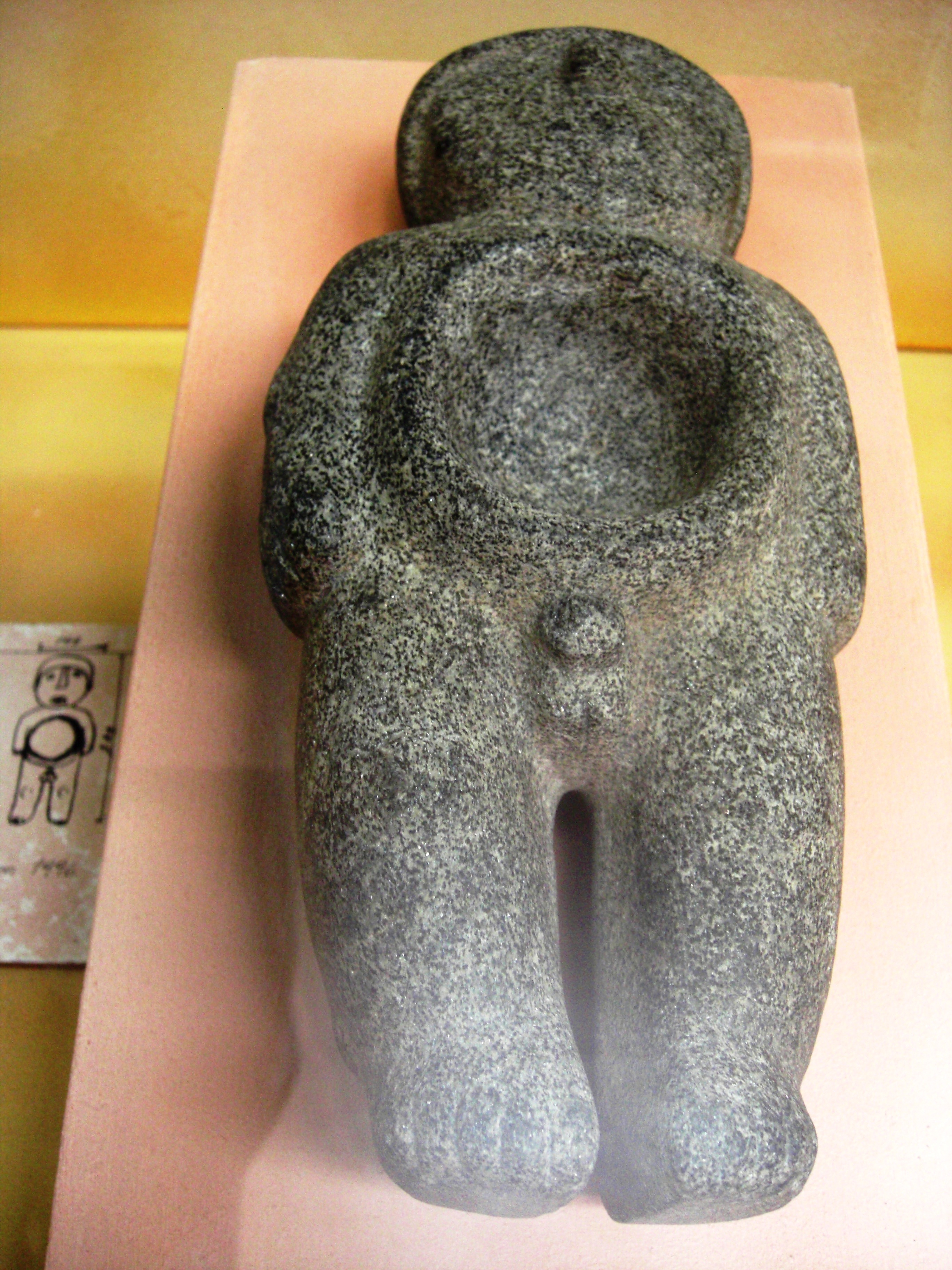
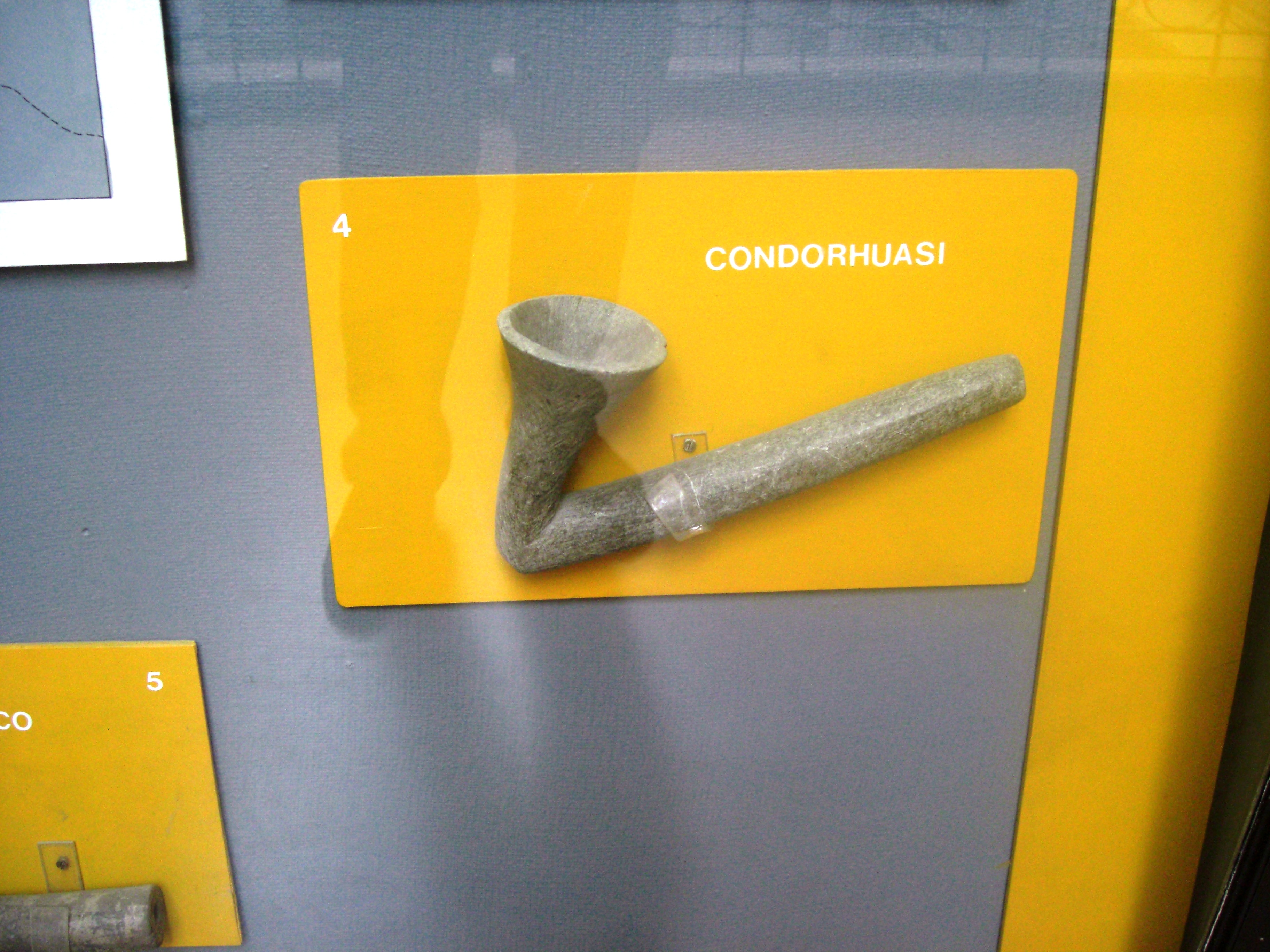
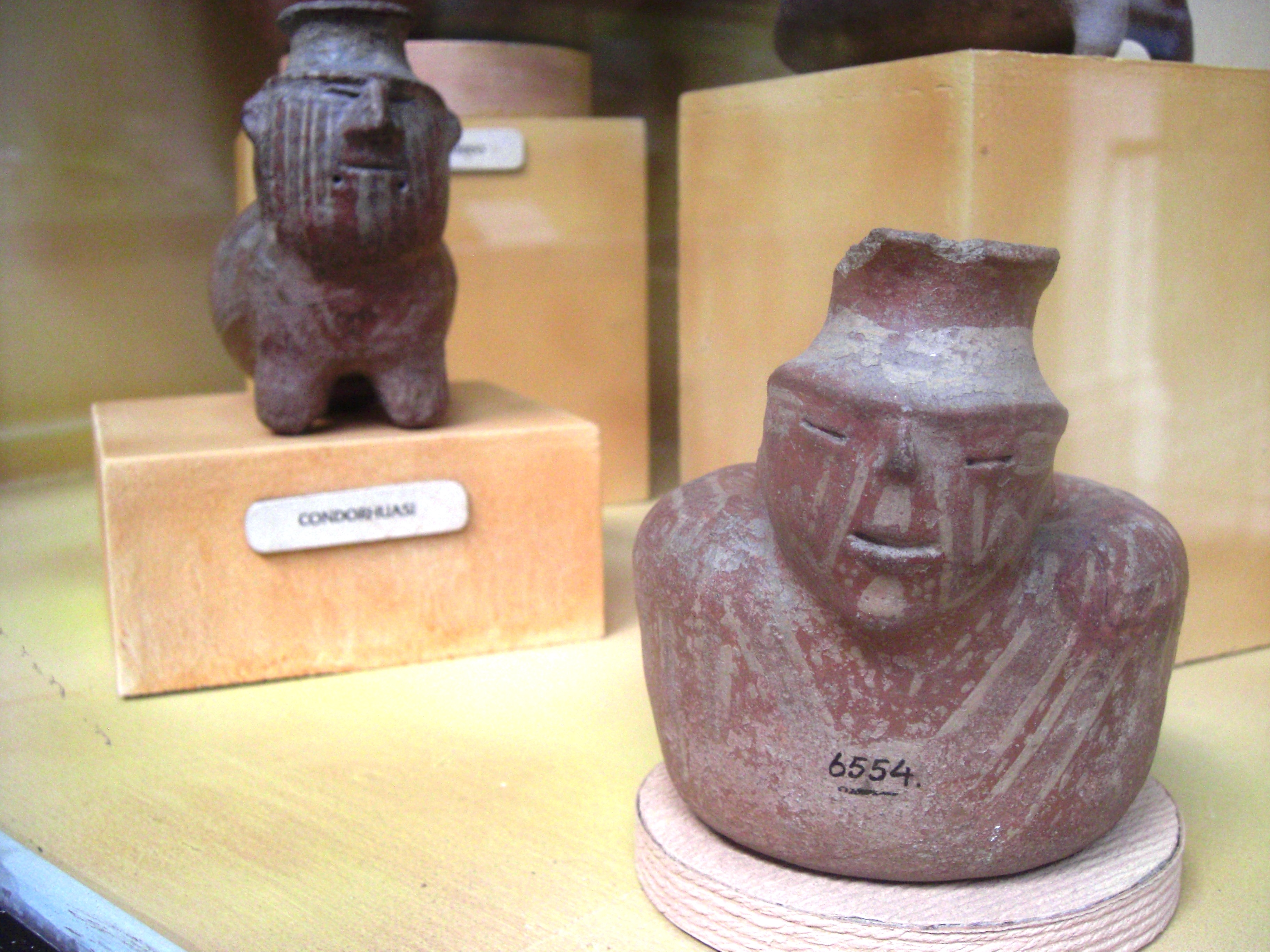